# P/2013 R3 (Catalina-PANSTARRS)

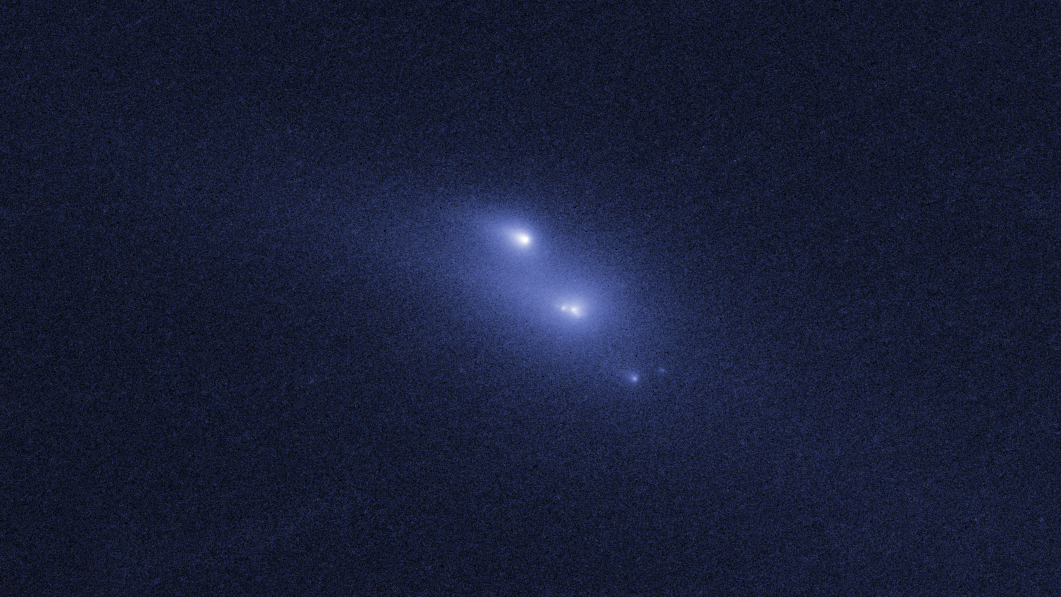
Bruchstücke von P/2013 R3 im Oktober 2013

P/2013 R3 ist ein periodischer Komet, der im September 2013 entdeckt wurde. Aufgrund des YORP-Effekts ist er in zehn Bruchstücke zerfallen, die sich langsam voneinander entfernen.
Als Trümmerwolke bewegen sie sich im Asteroidengürtel zwischen den Bahnen von Mars und Jupiter um die Sonne.
Aufnahmen sind mit dem Hubble-Weltraumteleskop gemacht worden.